# Combustibile
Un combustibile è una sostanza chimica che viene ossidata nel processo di combustione, una reazione chimica di ossidazione, producendo energia termica. I combustibili per motori endotermici ad accensione comandata (a ciclo Otto) caratterizzati da un'elevata volatilità, quali le benzine, vengono detti anche carburanti. Per estensione vengono detti combustibili nucleari quelle sostanze con le quali si produce energia attraverso una reazione nucleare.

## Ruolo nelle combustioni

Il triangolo del fuoco

La presenza di un combustibile, assieme a un comburente e ad una fonte d'innesco, è un requisito essenziale affinché possa avvenire una reazione di combustione. Senza di esso (così come senza un comburente o una fonte d'innesco), la combustione non può quindi avere luogo.
Il comburente e il combustibile sono quindi i reagenti necessari alla combustione, che in seguito a tale reazione chimica forniscono i prodotti di reazione (spesso anidride carbonica, oltre, a seconda del particolare caso, eventuale monossido di carbonio, NOx, SOx e altri prodotti) e energia (soprattutto sotto forma di calore, ma anche energia luminosa e, nel caso di esplosione, energia cinetica e acustica):
combustibile + comburente + fonte d'innesco →  prodotti + energia
A contatto con altre sostanze, soprattutto se infiammabili, il comburente provoca una forte reazione esotermica. In difetto di comburente può avvenire un'ossidazione parziale del combustibile. Nel caso di sostanze a base di carbonio che bruciano in difetto di ossigeno vengono prodotti, a seconda delle condizioni, monossido di carbonio e nerofumo.

## Combustibili tradizionali
Nella struttura di un combustibile tradizionale è accumulata energia chimica ad alta concentrazione, che in condizioni normali nel nostro ambiente tende a permanere praticamente con nessuna o quasi nessuna modificazione. In particolari condizioni di alta temperatura e adeguata presenza di sostanza comburente avviene una reazione esotermica, cioè con produzione di calore più o meno violenta, che può eventualmente essere sfruttata. Come sottoprodotto di questo processo di combustione si ottengono sostanze a più basso livello energetico che si disperdono nell'ambiente. La combustione è dunque una reazione di ossidazione in cui il combustibile reagisce con un comburente: il comburente di gran lunga più comune è l'ossigeno dell'aria.

## Distinzione combustibili
In relazione allo stato fisico in cui si presentano, i combustibili si classificano in solidi, liquidi e gassosi. Un'altra importante distinzione dei combustibili è fra "naturali" e "derivati", in relazione alle condizioni in cui vengono impiegati: naturali (es.: gas metano) se si adoperano così come vengono trovati in natura oppure derivati (es.: benzine, GPL) se vengono forniti quali prodotti di trasformazione di combustibili naturali o di particolari lavorazioni industriali.
Ovvero:
- solidi naturali: es. legna, carboni fossili (torbe, antraciti, litantraci), ecc
- solidi artificiali: es. coke e carbone di legna
- liquidi naturali: es. petrolio e bitume
- liquidi artificiali: es. benzine e altri distillati dal petrolio, alcol, ecc
- gassosi naturali: es. metano
- gassosi artificiali: es. gas illuminante, gas d'alto forno, idrogeno(gas d'acqua), acetile

I liquidi e i solidi trovandosi in uno stato di aggregazione diverso dal reagente gassoso, sviluppano combustioni eterogenee per le quali è richiesto uno stretto contatto tra le parti chimicamente attive; nel caso invece dei gas e vapori di liquido, trattandosi di sistemi omogenei invece, il processo avviene attraverso la miscelazione di reagenti.

## Potere calorifico
Una caratteristica fondamentale di ogni combustibile è il suo potere calorifico, che rappresenta la quantità di calore prodotta da un chilogrammo di combustibile, quando brucia completamente, come per esempio la carta.
Nei combustibili tradizionali gli elementi utili alla combustione sono essenzialmente il carbonio (C) e l'idrogeno (H). Questi infatti hanno la caratteristica di sviluppare calore in notevole quantità con un livello variabile di inquinamento ambientale. Infatti, reagendo con l'ossigeno dell'aria, l'idrogeno si trasforma in acqua (H2O) e il carbonio si trasforma in anidride carbonica (CO2) che non è tossica, ma inquinante (effetto serra).
Un altro elemento della combustione è lo zolfo (S), che si trova in piccole quantità nei combustibili fossili tradizionali. Naturalmente contribuisce per la sua piccola quota al potere calorifico, ma produce anidride solforosa (SO2), un gas irritante per la respirazione anche in piccole concentrazioni, e con sensibili effetti inquinanti per l'ambiente.
Nel confrontare le potenzialità di combustibili diversi bisogna prestare attenzione alle unità di misura ed alle condizioni di riferimento. 
Infatti usualmente ci si riferisce al potere calorifico inferiore (Hi) per unità di massa (kg), ma per i combustibili gassosi, si fa invece riferimento al potere calorifico inferiore per metro cubo, in condizioni normali (Nm3). Le condizioni normali prevedono una temperatura di 0 °C e la pressione atmosferica standard di 760 mmHg (1,013 bar). Tuttavia, nelle transazioni commerciali, si fa invece riferimento ad un m3 standard, che considera la pressione normale e una temperatura ambiente di 15 °C (talvolta 20 °C).
Non viene quasi mai usato il potere calorifico superiore (Hs). Ma bisogna tener presente che le tabelle chimiche, che riportano i bilanci energetici delle reazioni, normalmente riferiscono tutto alla temperatura ambiente di 25 °C (298 K), cioè nelle condizioni in cui si sfrutterebbe tutto il potere calorifico superiore del combustibile.
In linea di massima si possono trovare i seguenti valori per il potere calorifico:
- Legna: 3000 - 4000 kcal/kg
- Combustibili liquidi: 9700 - 10300 kcal/kg
- Gas naturale: 8200 - 9200 kcal/Nm³

## Simbologia
Il simbolo di combustibile o materiale infiammabile comunemente adottato rappresenta una fiamma. Tale simbologia è utilizzata in appositi pittogrammi di sicurezza definiti da diverse normative sulla sicurezza, tra cui il Globally Harmonized System (GHS), l'Accordo europeo relativo al trasporto internazionale su strada delle merci pericolose (ADR) e lo standard internazionale ISO 7010.

Simbolo convenzionale identificativo di materiali infiammabili nel sistema GHS (adottato anche dall'UE)
Simbolo convenzionale identificativo dei materiali infiammabili nell'UE (fino al 2010)
Esempio di simbolo dell'ADR rappresentante un materiale infiammabile
Segnale di pericolo associato alla presenza di materiali infiammabili secondo la norma internazionale ISO 7010.